# 1956년 대한민국 민의원부의장 보궐선거
제3대 후반기 민의원부의장 보궐선거는 황성수 민의원부의장의 사퇴로 공석이 된 민의원부의장을 선출하기 위해 1956년 12월 5일에 실시되었다.
선거 결과 3선의 이재학 자유당 의원이 민의원부의장에 선출되었다.

## 선거 제도
민의원의장 및 민의원부의장 선거에서 당선자는 재적 의원 2/3 이상의 출석과 출석 의원 과반수의 찬성으로 결정하도록 되어있었다. 만약 1차 투표 결과 과반을 득표한 후보가 없을 시 2차 투표를 해야 했으며, 2차 투표에서도 과반을 득표한 후보가 없을 시 상위 득표자 2인에 대하여 결선 투표를 실시해 최다 득표자를 당선자로 하도록 되어 있었다.

## 배경
1956년, 일명 국제 시계 밀수 사건이 터지며 대한민국 정계는 충격에 빠졌다. 11월 초 수천여 개의 외제 고급 팔목시계를 밀수하려던 외국인 일당이 덜미가 잡혔는데, 놀랍게도 이들은 현직 민의원부의장 황성수 의원과 민의원 외무위원장 박영출 의원과 결탁한 정황이 발견되었다.
황성수 부의장과 박영출 외무위원장은 11월 27일 각자 이기붕 민의원의장에게 사표를 제출하였다. 민의원은 11월 29일 무기명 투표를 통해 두 의원의 사표를 가결했으며, 이에 따라 공석이 된 부의장과 외무위원장을 12월 5일 보선하기로 하였다.

## 후보

### 자유당
자유당은 12월 3일 의원총회를 열고 민의원부의장 후보에 이재학 의원을 선출하였다. 이재학 의원과 박만원 의원이 참여한 경선 투표 결과 총투표수 94표 중 이재학 의원이 59표, 박만원 의원이 34표, 기권이 1표로 이재학 의원이 승리를 거뒀다.

### 야권
민주당, 헌정동지회 등 야권 의원들은 12월 3일 국민주권옹호투쟁위원회 회의를 열고 부의장 보궐선거에 후보를 내지 않는 대신 백지 투표를 하기로 결의하였다. 이들은 자유당에서 의장, 부의장, 상임위원장 등을 한 곳도 야권에 양보하지 않고 독점하는데 대한 항의의 뜻을 표시하기 위해 백지 투표를 한다고 밝혔다.

## 선거 결과
강원도 홍천군 지역구의 이재학 자유당 의원이 당선되었다.
| 후보     | 소속       | 득표 | %    | 비고 |
| -------- | ---------- | ---- | ---- | ---- |
| 이재학   | 자유당     | 112  | 68.7 | 당선 |
| 임흥순   | 자유당     | 4    | 2.5  |      |
| 박영출   | 자유당     | 3    | 1.8  |      |
| 박만원   | 자유당     | 2    | 1.2  |      |
| 윤성순   | 자유당     | 2    | 1.2  |      |
| 최창섭   | 자유당     | 2    | 1.2  |      |
| 황성수   | 자유당     | 2    | 1.2  |      |
| 김홍식   | 헌정동지회 | 1    | 0.6  |      |
| 김철안   | 자유당     | 1    | 0.6  |      |
| 박순석   | 자유당     | 1    | 0.6  |      |
| 전상요   | 자유당     | 1    | 0.6  |      |
| 기권     | 기권       | 28   | 17.2 |      |
| 무효     | 무효       | 4    | 2.5  |      |
| 총투표수 | 총투표수   | 163  | 100  |      |